# 이민도
이민도(李敏道, 1336년~1395년 4월 6일(음력 3월 9일))는 고려 말 조선 초의 문신이다. 상산 이씨의 시조다.
본래 중국 하간(河間) 사람으로 이공야(李公埜)의 아들이다. 명주(明州)에 내려와 살던 중 고려 사신 성준득(成準得)이 고려로 돌아가는 길에 따라가서 고려로 들어왔는데, 의술과 점술에 재능이 있어 서운부정(書雲副正)과 전의정(典醫正)을 잇따라 지냈다. 1390년(공양왕 2년)에는 중국의 제도를 본따 새로운 의장을 만들었다. 1392년 7월 17일 조선 개국에 참여해 이등공신(二等功臣)이 되었다. 공조·예조·호조전서를 지내면서 다양한 정책을 건의했으며, 상산군(商山君)에 봉해졌다. 1395년(태조 4년)에 죽으니 직헌(直憲)이라는 시호를 받았다. 아들은 이진(李蓁: 1379년~1448년 10월 14일(음력 9월 17일))이다.

## 가족 관계[8]
- 아버지: 이공야(李公埜) - 경원로 총관(慶元路摠官)
- 어머니: 무성군부인 욱씨(鄮城郡夫人 郁氏)
  - 아내: 영성택주(寧城宅主) 전씨(田氏)[9]
    - 아들: 이진(李蓁)
    - 첫번째 며느리: 김선치(金先致)의 딸
    - 두번째 며느리: 최안해(崔安海)의 딸
      - 손자: 이창윤(李昌胤)
      - 손녀 사위: 원구(元矩)

## 전기 자료
- 이복원, 《쌍계유고》 권6, 상산군 이공 묘갈명
- 《태조실록》 권7, 태조 4년(1395년) 3월 9일(임인) 2번째 기사, 이민도의 졸기